# Guglmänner

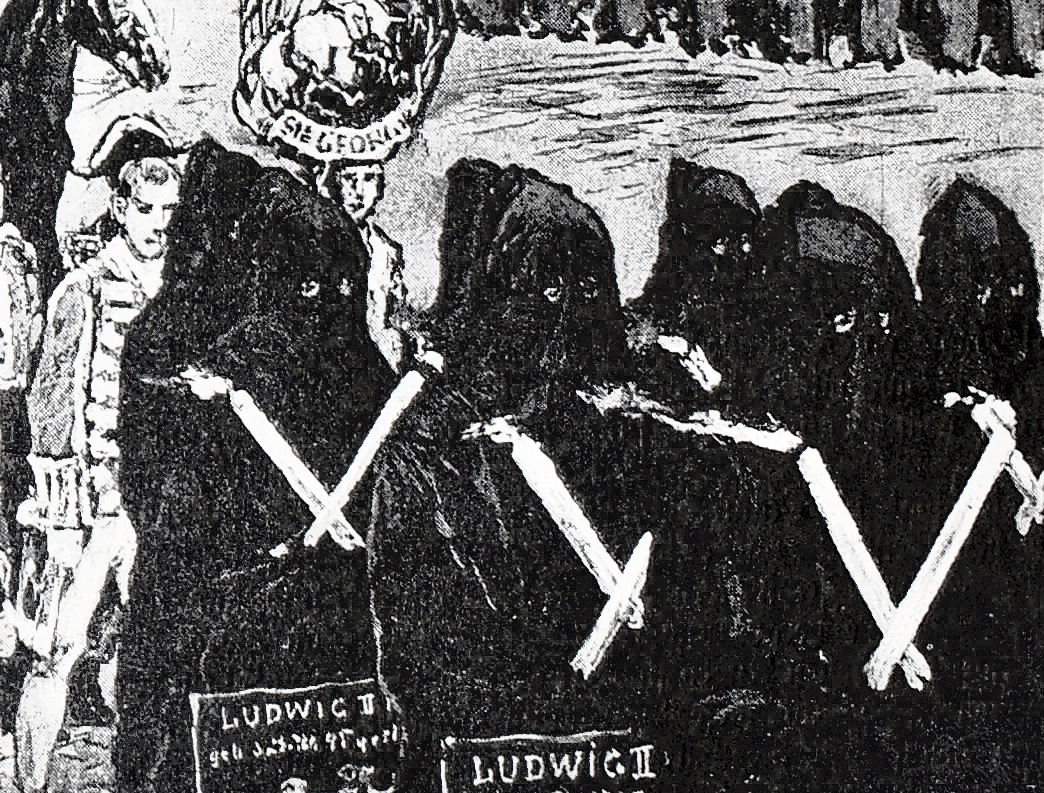
Darstellung von Guglmännern beim Leichenzug König Ludwigs II.

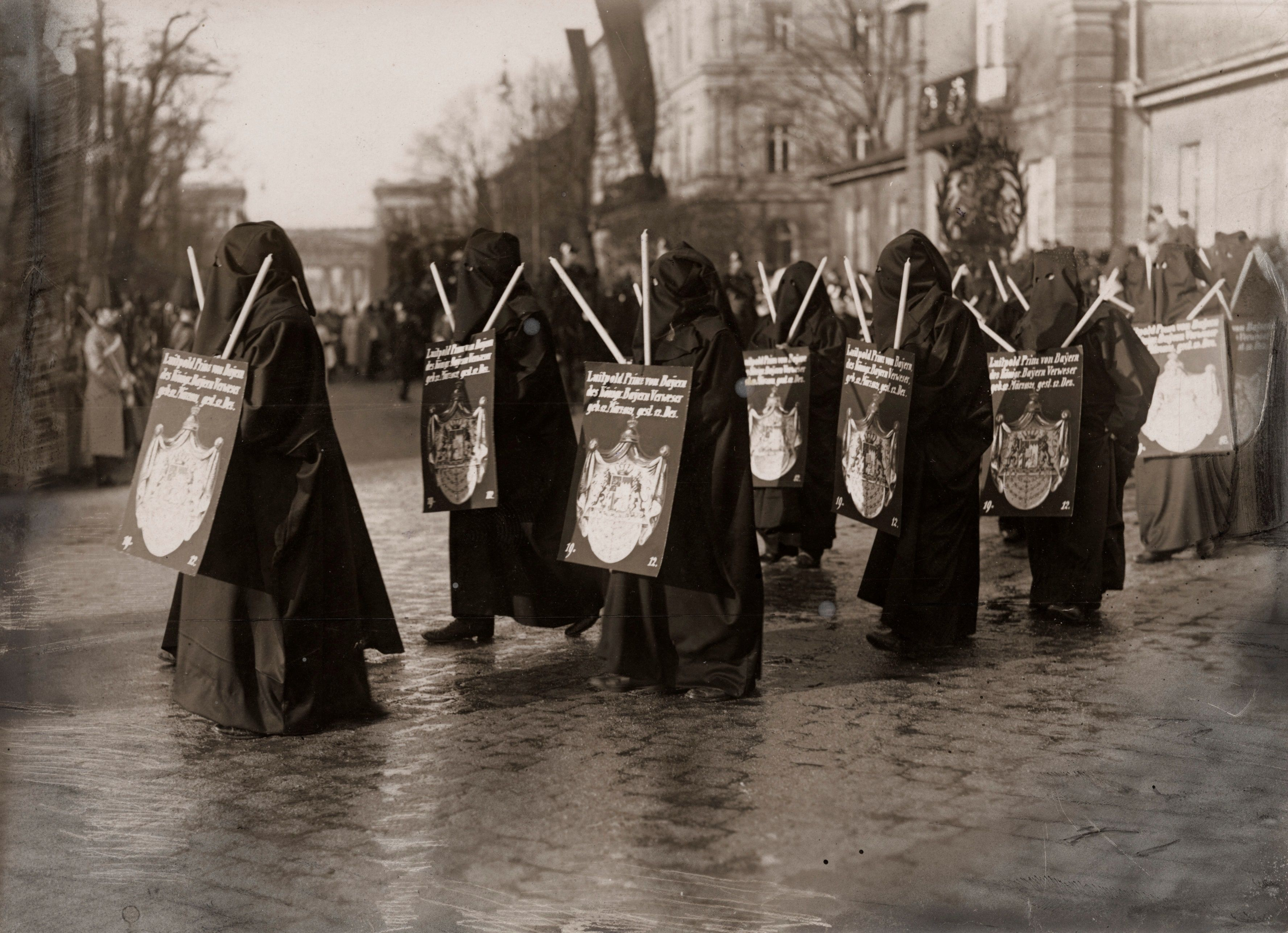
Guglmänner beim Leichenzug von Luitpold von Bayern (1912)

Die Guglmänner (auch Gugelmänner) im ursprünglichen Wortsinn waren Begleiter eines Trauerzuges (siehe unten unter „Historisches“). Seit etwa Ende der 1990er Jahre ist damit meist ein bayerischer Geheimbund gemeint, dessen Mitglieder sich als Hüter der Monarchie verstehen und zum Weiterleben der Legenden um den Tod König Ludwigs II. von Bayern 1886 beitragen. Bei öffentlichen Auftritten, einer Tradition bei den Bestattungen der bayerischen Könige nachempfunden, tragen sie ähnlich wie die Teilnehmer von Prozessionen in Spanien eine schwarze Kutte mit einer den Kopf völlig verhüllenden Kapuze, eine Gugl. Ihr Wahlspruch lautet mit Bezug auf den Verstorbenen Media vita in morte sumus, übersetzt: „Inmitten des Lebens sind wir vom Tode umfangen.“
Ungewöhnlich für einen Geheimbund ist es, dass die Guglmänner eine Website und ein Spendenkonto unterhalten.

## Historisches

### Antike
Von Seiten der Guglmänner wird vermutet, dass ein Zusammenhang zwischen der spitzen Schakalmaske der Priester des ägyptischen Gottes Anubis und der Spitze der Gugl besteht, also schon seit der Antike eine Tradition besteht, vor der Majestät des Todes das Gesicht zu verhüllen.

### Mittelalter
Bereits im 14. Jahrhundert verhüllten sich Büßer von Kopf bis Fuß, nur ein Guckloch für die Augen blieb dabei frei. Ursprung dieser Vermummung war ein Verbot des Papstes, das eine öffentliche Buße untersagte. Im Hochmittelalter schaute man sich die Büßergewänder aus Italien und Spanien als Trauerkleidung ab. Je tiefer die Trauer, umso verhüllter das Gesicht der Teilnehmer von Trauerzügen. Je wohlhabender ein Verstorbener zu Lebzeiten war, desto mehr Kapuzenträger wurden von seinen Angehörigen für das Trauergeleit zum Friedhof aufgeboten. Man pflegte dafür Bettelmönche oder Drittordensmitglieder gegen ein geringes Entgelt anzuheuern.
Der Begriff „Gugl“ oder „Gugel“ hat sich im Hochmittelalter entwickelt und stellte eine damals modische Kopfbedeckung dar. Aber auch andere altdeutsche Begriffe wie der aus dem Kinderlied bekannte Butzemann, dem Butzenmann oder auch Kapuzenmann, schließen an die Mode der Kopfbedeckung an.
Die Verfassung des Königreichs Bayern von 1818 legte die Zusammensetzung eines Trauerkondukts verstorbener Monarchen fest. So wurde der Trauerzug des Verstorbenen von seinen Dienern, Mitgliedern der königlichen Familie, der Regierung und des Militärs begleitet. Dem Wagen, auf dem der Sarg des Leichnams aufgebahrt wurde, schritten stets 25 Guglmänner voran. Vermutungen zufolge wurde so auch dem einfachen Hauspersonal des Verstorbenen trotz des niedrigen Standes ermöglicht, offiziell und durch die Gugl unerkannt an der feierlichen Prozession teilzunehmen. Die Guglmänner trugen gekreuzte Kerzen und das Wappen des Verstorbenen. Als Ludwig III. von Bayern und seine Gattin Maria Therese am 5. November 1921 in München beigesetzt wurden, fand noch einmal ein Trauerzeremoniell wie zu Zeiten der Monarchie statt, einschließlich der traditionellen „Prozession“ der Guglmänner.

## Gegenwart
Die Guglmänner erregten Aufmerksamkeit im Juni 1999 zum 113. Todestag Ludwigs II., als sie in ihren Kutten und mit vor der Brust gekreuzten Fackeln trotz des Vermummungsverbots unbehelligt durch die Straßen Münchens zogen. Gespaltenes Interesse erregten die Guglmänner auch, als sie schon am 31. Dezember 1998 in voller Vermummung gegen die Aufführung des Theaterstückes Ludwig II. – Die volle Wahrheit des bayerischen Kabarettisten Georg Ringsgwandl vor den Münchner Kammerspielen demonstrierten.
Die „neuzeitlichen“ Guglmänner gruppierten sich vermutlich 1998 zum 112. Todestag König Ludwig II. und sind letztendlich die Fortführung der von König Ludwig II. gegründeten Coalition, eines königlichen Geheimbunds, dessen Aufgabe es war, vom Verborgenen aus die Presse bezüglich der öffentlichen Meinung über den König zu überwachen, feindlich gesinnte Personen und Vereine zu unterdrücken, gegen den Geist der Neuzeit (Abschaffung der Monarchie) zu agieren und schließlich eine Art Leibgarde für den König zu sein. Durch phantasievolle und teils auch bewusst polemische Forderungen versucht ein kleiner, enger Kreis der Guglmänner in der Öffentlichkeit Aufmerksamkeit zu erregen. Durch diese Medienpräsenz wollen sie ihre Theorie der Ermordung Ludwig II. durch den preußischen Geheimdienst einem breiten Publikum präsentieren.
Unterstützung erfuhren die Guglmänner durch die Bayerische Landesausstellung Götterdämmerung auf Herrenchiemsee, in der die drei Hypothesen Selbstmord, Unfall und Mord erneut vorgestellt wurden. Die Ausstellung lud die Besucher dazu ein, sich eine eigene Meinung über die tatsächlichen Hergänge in der Schicksalsnacht am Starnberger See zu machen.

### Aktionen
- Anlässlich des 125. Todestages König Ludwig II. forderten die Guglmänner, die Landesausstellung zu einer dauerhaften Ausstellung zu machen.
- Im Jahr 2001 forderten sie, dass es bayerische Euromünzen geben sollte, auf denen König Ludwig II. abgebildet ist, anstatt des Bundesadlers, da dieser ein preußisches Symbol sei.[7]
- Außerdem forderten sie 2020 die Bayerische Staatsregierung auf, an der Kampenwand in Aschau ein Ludwigsmonument ähnlich dem Mount Rushmore National Memorial zu errichten.[8]
- Protestierten gegen Mercedes-Werbung an der Grabeskirche St. Michael[9]
- Erstellung eines Dokumentarfilmes[10]

## Hierarchie
Das von Kaiser Konrad 1037 erlassene Gesetz „Constitutio de feudis“ und der daraus folgende Brauch für die Erziehung der Ritter (7 Jahre Edelknabe, 7 Jahre Knappe, dann Ritterschlag mit zwei ritterlichen Zeugen; Beachtung der ritterlichen Ideale: Zucht, hohe Minne, Treue, christliche Barmherzigkeit) bildete die Grundlage für die Organisation und die hierarchische Struktur der Guglmänner bis herauf zum heutigen Tag.
Die „Bruderschaft“ berät jährlich über die Aufnahme neuer Mitglieder in einem Consistorium
Es gibt verschiedene Stufen:
1. Novices (Novizen)
2. Ecuyers (Schildknappen)
3. Chevaliers (Ritter)
4. Commandeurs (Komture)
5. Connétables (Konnetabeln)
6. Sénéchaux (Seneschalle)
7. Nautonier (Steuermann)[11]